# Cireașov, Olt
Cireașov este o localitate componentă a municipiului Slatina din județul Olt, Muntenia, România. Se află în partea centrală a județului.
Printr-un act de danie din 21 noiembrie 1413, jupân Aldea logofătul, stăpânul de atunci al acestui sat, îl dăruiește mănăstirii Cutlumusi de la Muntele Athos, „ca să fie pomenire în toate duminicile, întâi domnului nostru Io Mircea, apoi și părinților mei și mie și rudelor mele”.